# 休斯鎮區 (北卡羅萊納州埃弗里縣)
休斯鎮區（英語：Hughes Township）是位於美國北卡羅萊納州埃弗里縣的一個鎮區。

## 地方資料
休斯鎮區的面積為11.39平方千米，皆為陸地。根據2020年美國人口普查的數據，當地共有人口439人，而人口密度為每平方千米38.54人。